# Mairuek Gaztediko Erraldoiak

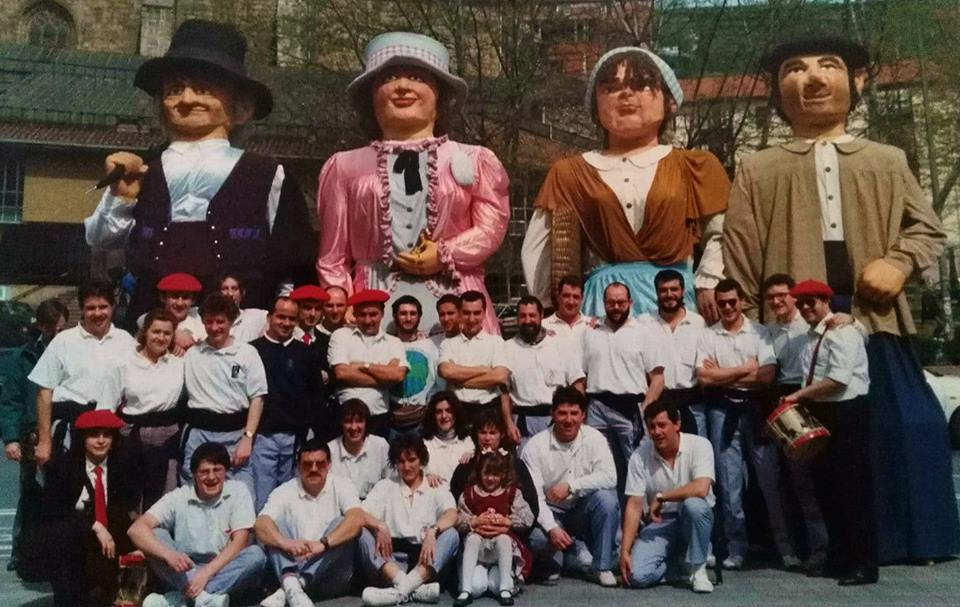
Mairuek. Bilboko Erraldoien Konpartsa.

«Mairuek» Bilboko Erraldoien Konpartsa se constituye como asociación el día 18 de febrero de 1994, con el objetivo de impulsar la presencia de los gigantes y cabezudos en acontecimientos festivos. 
Los gigantes fueron creados en el año 1993 por Kukubiltxo, financiados por Mairuek Bilboko Erraldoien Konpartsa y Bilboko Gaiteroak Dultzineruak (esta última asociación cultural creada en 1987 con el fin de revitalizar la presencia de la gaita Navarra en Bizkaia). Hacen su presentación el 15 de agosto de dicho año en las fiestas de Amurrio.
Un año más tarde (1994) aparece la pareja de zaldikos, representando a un carlista y a un isabelino, recordando los combatientes en el sitio de Bilbao. En 1996 se crea la pareja de cabezudos, Padre Arrupe y Miguel de Unamuno.

## Personajes

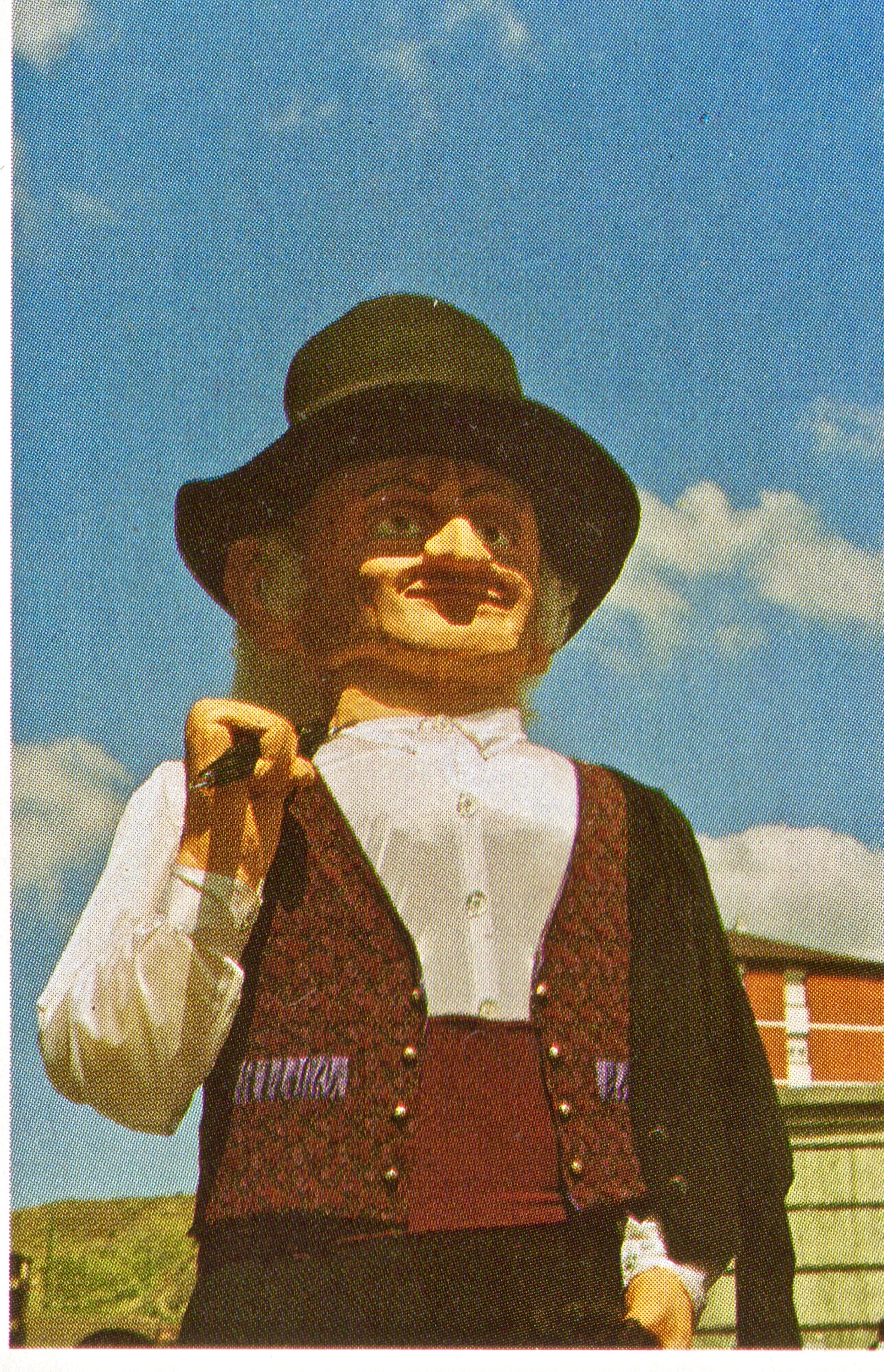
Aittite Matsorri.

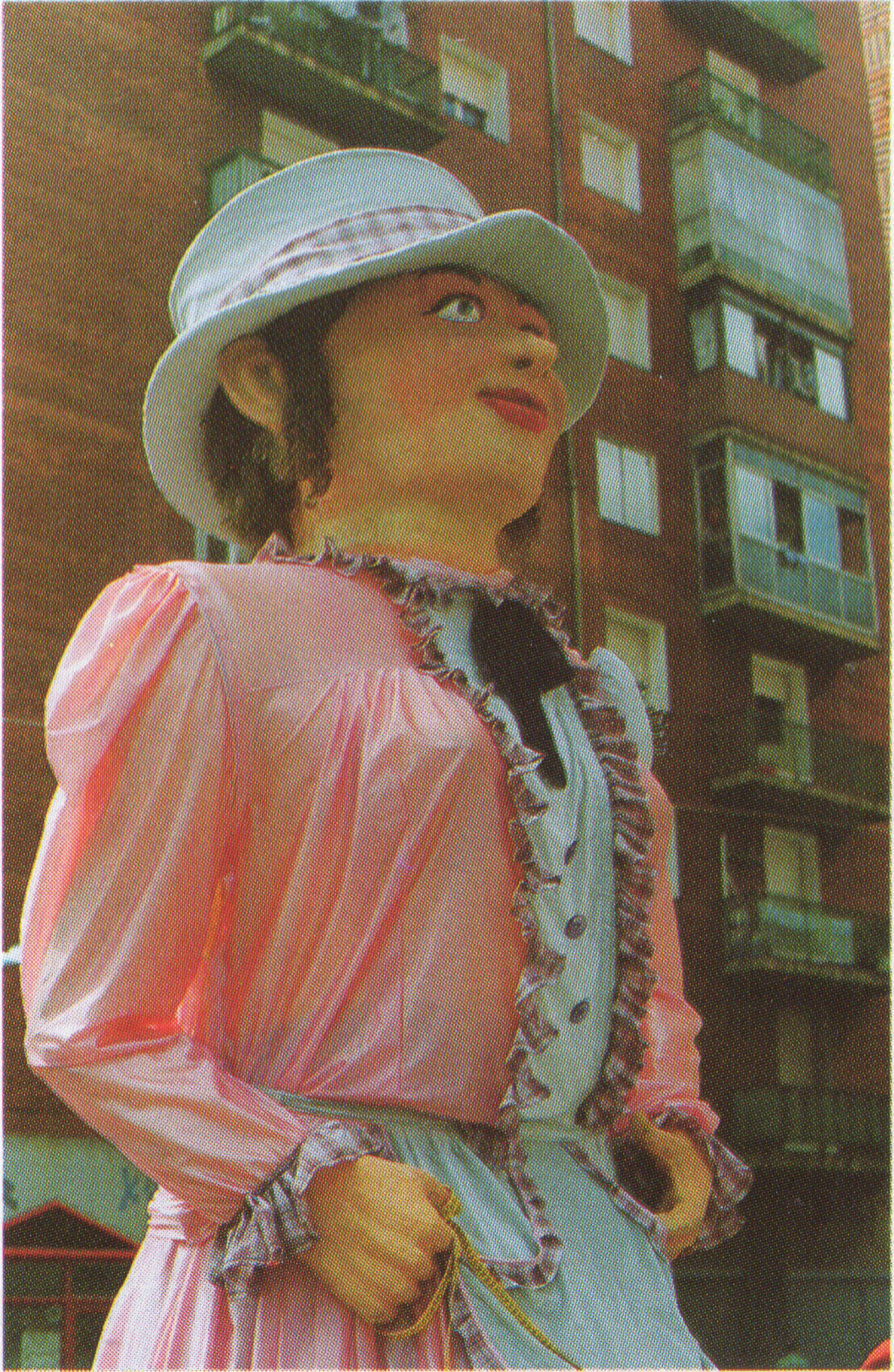
Areatzako Jostune.

### Aittite Matsorri
Representa al aldeano de la república de Begoña. El nombre deriva del sobrenombre con el que eran conocidos los habitantes de Begoña, Matsorris (Mahatsorri: lugar de viñedos). Su aspecto recuerda al aldeano, personaje presente en varias de las generaciones de gigantes que ha habido en Bilbao. 

### Areatzako Jostune
Figura que ensalza la labor que ejercían las costureras en el Arenal bilbaíno. 

### Kargerue

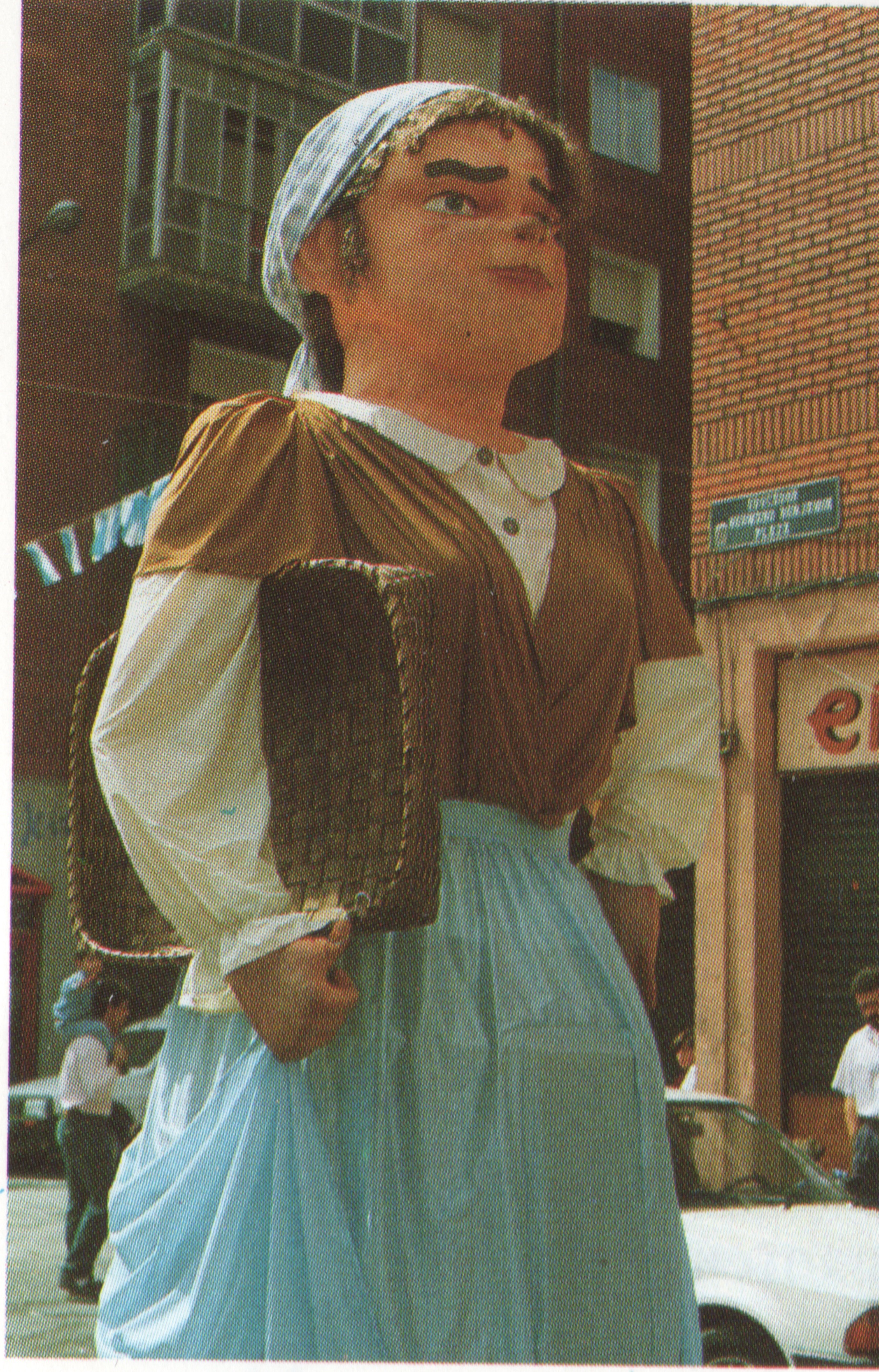
Kargerue.

Viva imagen de las cargueras trabajadoras de los muelles que ocupaban gran parte de las márgenes de la Villa y que se dedicaban a descargar la mercancía de las embarcaciones allí varadas.

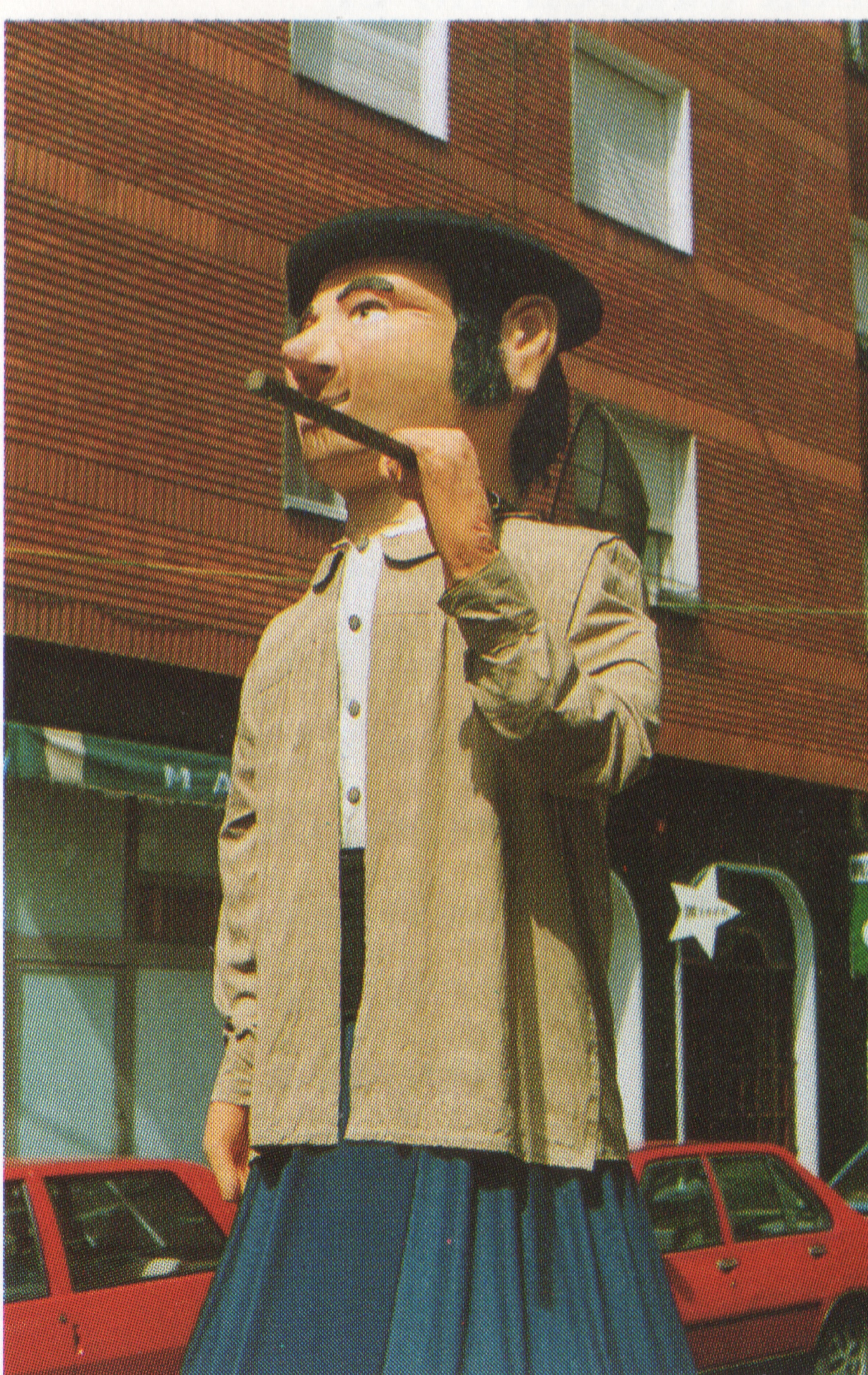
Angulerue.

### Angulerue
Compañero fiel de la carguera; representa al trabajador incansable que se dedicaba a la pesca de la extinta angula de la ría. 

### Cabezudos y Zaldikos
Los cabezudos ilustran a dos personajes populares en la historia de la Villa. Por una parte, el escritor Miguel de Unamuno y, por otra parte, el jesuita Padre Arrupe.
Los zaldikos, por su parte, simbolizan a un isabelino o Mikelete y un carlista.
Los cuatro gigantes representan a personajes del pueblo llano. En contraste, las figuras de los cabezudos y zaldikos encarnan a la autoridad más violenta, portando sendas vejigas.

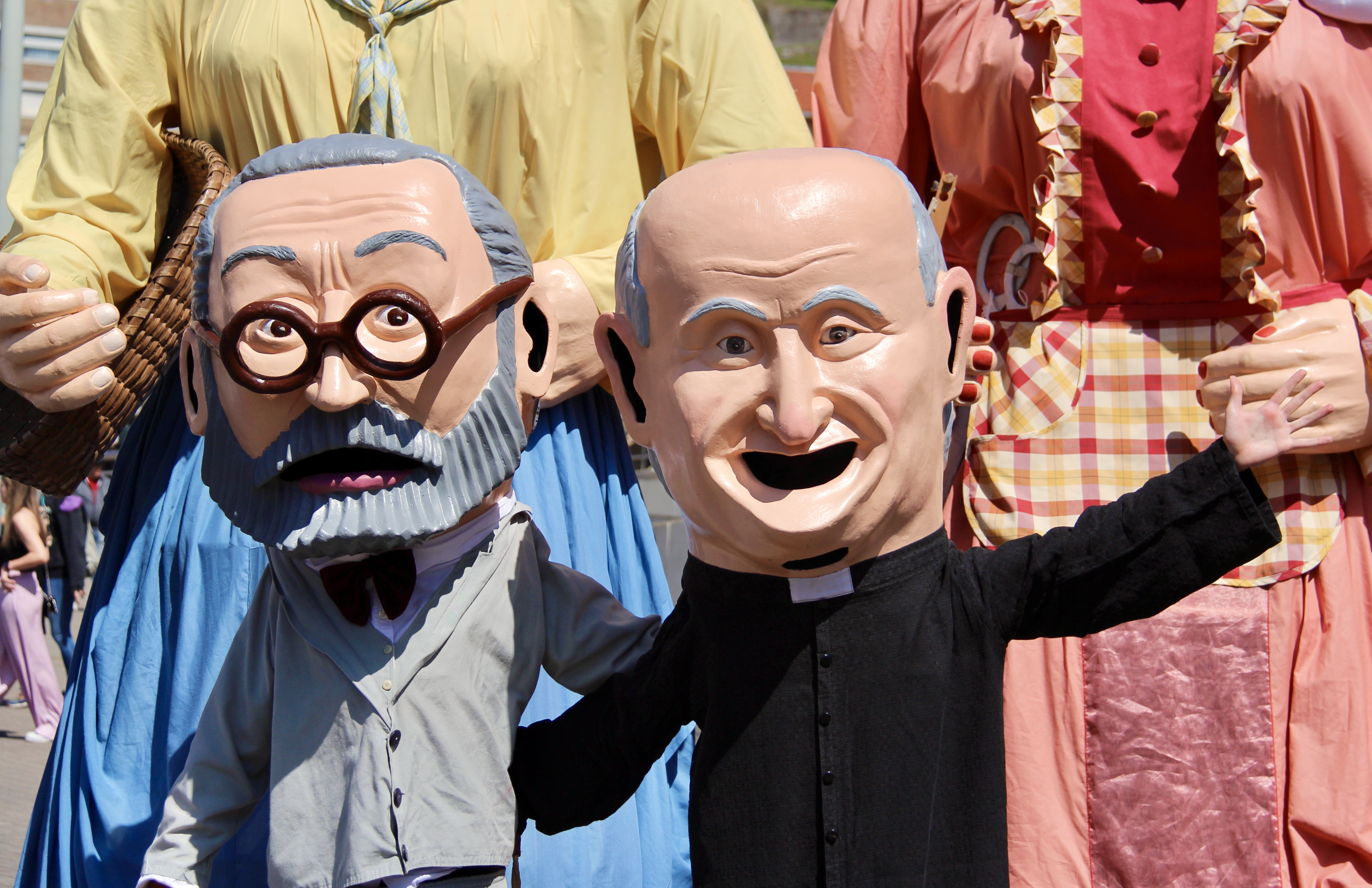
Miguel de Unamuno y Padre Arrupe.

## Mairuek Gaztediko Erraldoiak
Después de muchos años de actividad cumpliendo con creces el objetivo fijado inicialmente, ante la falta de relevo generacional la comparsa se ve obligada a ceder su actividad al grupo de danzas Gaztedi Dantzari Taldea, del barrio bilbaíno de Santutxu.
El hecho de haber mantenido una estrecha relación desde los inicios de la comparsa con el grupo de danzas y aprovechando que existe en el momento un grupo de jóvenes dispuestos a seguir con la actividad se decide llevar a cabo el traspaso de las figuras a Gaztedi.
El traspaso se produce el 10 de junio de 2017, aprovechando la recuperación de Herri Oboeak (festival creado para dar a conocer diferentes instrumentos de doble caña). Para tal señalado día se decide dar un lavado de cara a las figuras, presentando así su nuevo aspecto en sociedad.
Desde entonces no ha faltado la presencia de estas figuras en diversos eventos folklóricos, véase Morga, Barakaldo, Colindres, Aste Nagusia de Bilbao, Oiartzun, Zornotza, etc. destacando la cita anual de gigantes en Santutxu.

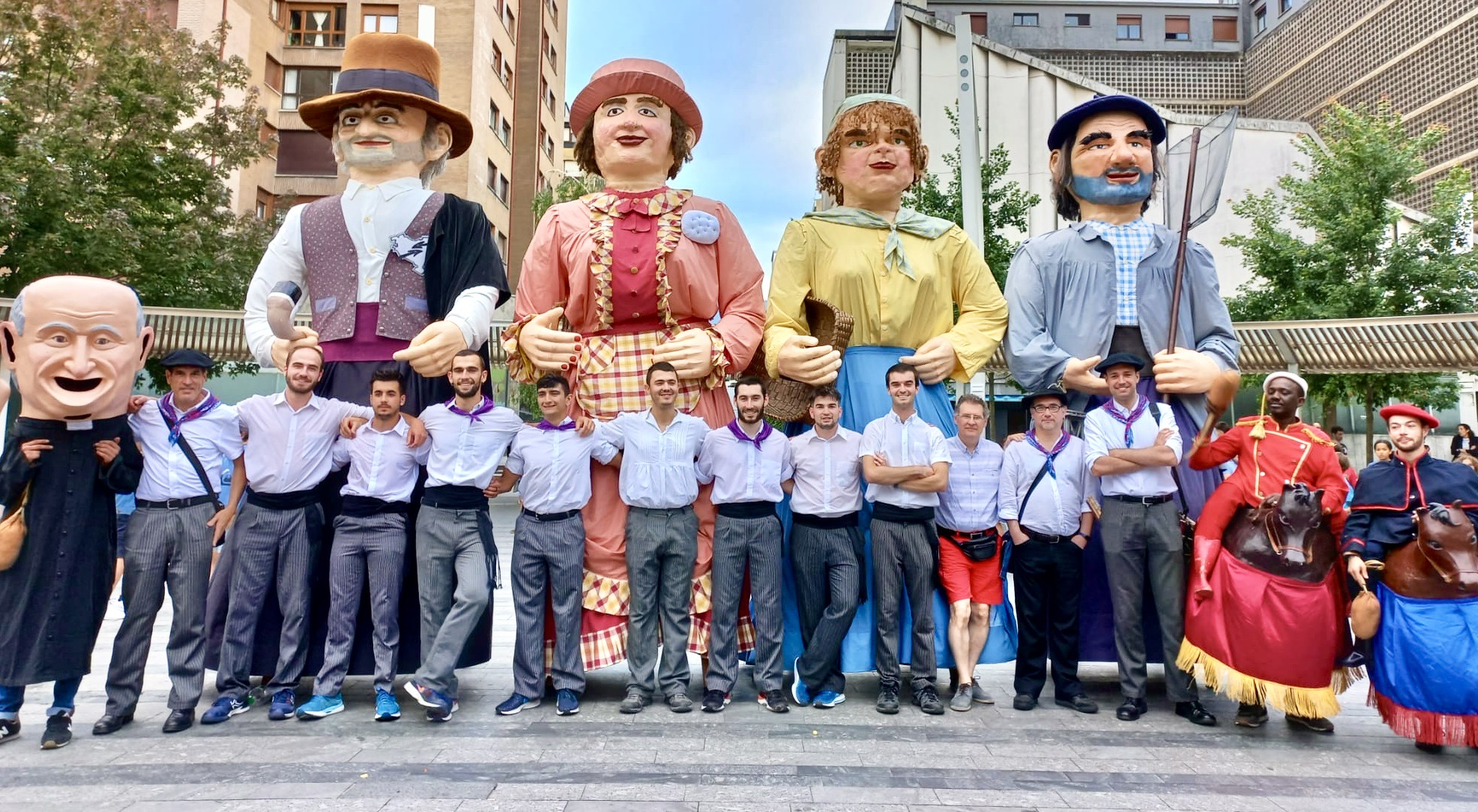
Mairuek Gaztediko Erraldoiak. 2022-06-24